# Alexander Alexandrowitsch Galkin (Schachspieler)
Alexander Alexandrowitsch Galkin (russisch Александр Александрович Галкин; * 1. Februar 1979 in Rostow am Don) ist ein russischer Großmeister im Schach.
Galkin gewann 1999 in der armenischen Hauptstadt Jerewan die Juniorenweltmeisterschaft (U 20). Er siegte mit 10,5 Punkten aus 13 Partien mit einem halben Zähler Vorsprung auf den späteren FIDE-Weltmeister Rustam Kasimjanov, der als Nummer eins der Setzliste in das Turnier gegangen war (auf dem 3.–4. Platz folgte der Armenier und heutige Weltklasse-Großmeister Lewon Aronjan).
Im selben Jahr wurde Galkin in der russischen Nationalmannschaft eingesetzt, bei der 12. Mannschafts-Europameisterschaft im georgischen Batumi blieb er am vierten Brett ungeschlagen und belegte mit der Mannschaft den fünften Platz.
Bei den FIDE-Weltmeisterschaften der Jahre 2000 und 2004, die im Knock-Out-Modus ausgetragen wurden, scheiterte Galkin jeweils frühzeitig: 2000 in Neu-Delhi unterlag er, nach dem Auftakterfolg gegen Alex Wohl, in der zweiten Runde dem ukrainischen Großmeister Alexander Beliavsky. 2004 in Tripolis verlor Galkin in der ersten Runde gegen den Bulgaren Alexandar Deltschew. Galkin nahm am Schach-Weltpokal 2007 teil, scheiterte aber in der zweiten Runde an Wassyl Iwantschuk.
In der russischen Mannschaftsmeisterschaft spielte Galkin 1994 bei Ladja Asow, 1996 bei Don-Sdjuschor Rostow am Don, 1998, 2001 und 2002 bei Universität Maikop, 1999 beim Meister Chimik Beloretschensk, 2003 und 2004 bei Norilski Nikel Norilsk, 2005 und 2006 für die Schachföderation Moskau, 2007 und 2008 für Ekonomist-1 Saratow. In der spanischen Mannschaftsmeisterschaft spielte er 2009 für CA Mérida Patrimonio-Ajoblanco, er hat auch schon in der Türkei gespielt. Am European Club Cup nahm er 1999 mit Chimik Beloretschensk, 2003 mit Norilski Nikel Norilsk sowie 2007 und 2008 mit Ekonomist-1 Saratow teil.
Galkin wird bei der FIDE als inaktiv geführt (Stand: Mai 2016), da er nach der türkischen Mannschaftsmeisterschaft 2013/14 keine gewerteten Partien mehr gespielt hat. Zuletzt unter den besten 100 Spielern der Elo-Weltrangliste war er im April 2006.